# Alarico I
Alarico I, o Alarico dei Balti, noto anche come Flavio Alarico (Flavius Alaricus in latino, Alareiks in gotico; Isola di Peuce, 370 circa – Cosenza, 410), è stato re dei Visigoti dal 395 fino alla sua morte. Fu l'autore del celebre saccheggio di Roma del 410, dopo il quale morì improvvisamente mentre si dirigeva forse verso l'Africa.
Fu inoltre magister militum per Illyricum, nominato nel 398 dall'imperatore Arcadio.
Fu il primo vero re dei Visigoti, il ramo occidentale dei Goti, opposto agli Ostrogoti, che, dopo circa vent'anni di guerra ininterrotta, compresero la necessità della figura di un re che amministrasse il potere supremo e non fosse solo un consigliere o un condottiero. Appartenente alla dinastia dei Balti, non se ne conoscono gli ascendenti.

## Biografia

### Giovinezza

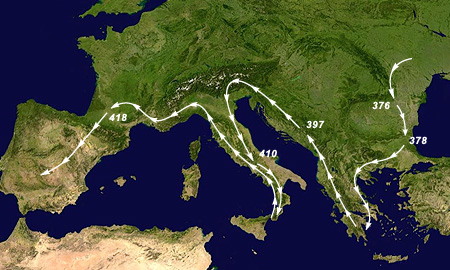
Migrazione principale dei Visigoti

Abbiamo scarse notizie di Alarico nel periodo antecedente al 395; per lo più vaghe allusioni contenute nei panegirici di Claudiano. Claudiano ci informa che Alarico nacque sull'isola di Peuce, sul Danubio. Secondo un tardo storico del VI secolo, Giordane, Alarico apparteneva alla dinastia dei Balti. Il suo popolo era stato costretto dalle invasioni degli Unni a chiedere ospitalità ai Romani nel 376, anno in cui furono insediati in Tracia in seguito a un accordo con l'Imperatore Valente. Nel 382 un nuovo trattato tra i Goti e l'imperatore Teodosio I li riconosceva come alleati (foederati o symmachoi), permettendo loro di insediarsi in alcune province dell'Impero e di godere di una parziale autonomia in cambio dell'impegno di assistere militarmente l'Impero nelle battaglie come contingenti mercenari alleati.
Alarico era uno dei guerrieri goti insediatosi in Tracia all'interno dell'Impero romano all'epoca di Valente e Teodosio. All'epoca della migrazione dei Goti in Tracia, nel 376, Alarico doveva essere ancora fanciullo, a giudicare dal fatto che Claudiano, narrando l’invasione dell’Italia del 401-403, lo accusi di temerarietà giovanile, per cui nel 401 sicuramente doveva avere meno di quarant'anni; considerando il fatto che già intorno al 391 aveva cominciato a predare le province dell’Impero, e quindi all'epoca doveva avere almeno una ventina di anni, si ritiene che Alarico fosse nato intorno al 365/370.
In uno dei suoi panegirici, Claudiano allude a una rivolta di Alarico antecedente al 395, nel corso della quale tese un'imboscata all'imperatore Teodosio sul fiume Maritza. La Cesa colloca questi avvenimenti nel 391/392, nel contesto di una rivolta generale degli alleati Goti, sia quelli insediati in Macedonia che quelli insediati in Tracia. Alarico sarebbe stato a capo dei ribelli Goti di Tracia e avrebbe teso un'imboscata all'Imperatore Teodosio sulla Maritza dopo che quest'ultimo aveva represso con successo la rivolta dei Goti di Macedonia narrata da Zosimo. L'esercito di Alarico fu ulteriormente rinforzato dall'alleanza con invasori barbari transdanubiani, tra cui i Bastarni che avrebbero poi ucciso il magister militum Promoto in un'imboscata. Alla fine però Alarico fu messo in difficoltà dalla controffensiva romana condotta dal magister militum di origini vandaliche Stilicone, e fu indotto dai parziali rovesci subiti a più miti propositi: fu firmato un nuovo trattato tra i Goti di Tracia guidati da Alarico e l'Impero, in cui ai Goti fu rinnovato il permesso di insediarsi nelle province settentrionali della Tracia in cambio dell'impegno di servire in contingenti alleati l'esercito di Teodosio nella imminente campagna militare contro l'usurpatore d'Occidente Eugenio.
I Goti di Alarico, posti sotto la supervisione del generale romano (seppur di origini gotiche) Gainas, furono schierati da Teodosio in prima linea nel corso della battaglia del Frigido (5-6 settembre 394), subendo perdite considerevoli: secondo Orosio, ben 10.000 Goti perirono nel corso della battaglia. Successivamente alla battaglia, che vide la vittoria di Teodosio e la detronizzazione e l'esecuzione dell'usurpatore Eugenio, i Foederati Goti furono congedati e rispediti in Tracia, anche se è controverso il momento in cui ciò accadde. Diversi studiosi ritengono che gli alleati Goti furono congedati da Stilicone solo nel gennaio 395, mentre altri, come la Cesa, ritengono inverosimile che Teodosio avesse permesso a truppe di dubbia fedeltà come gli alleati Goti di entrare in Italia, e sostengono che li avesse congedati egli stesso immediatamente dopo la vittoria al Frigido.
Durante il loro viaggio di ritorno nelle loro terre di insediamento in Tracia Settentrionale, il loro malcontento nei confronti dell'Impero cominciò a crescere. Essi temevano che l'imperatore Teodosio li avesse schierati in prima linea al solo fine di indebolirli in maniera da approfittarne revocando loro l'autonomia acquisita in virtù delle sconfitte inflitte all'esercito romano, prima di tutte quella di Adrianopoli del 378. Avendo perso 10.000 dei loro soldati al Frigido, i Goti intendevano rivoltarsi in modo da mettere al sicuro la loro autonomia all'interno dei confini dell'Impero, prima che i Romani ne potessero approfittare. A dire di Zosimo, lo stesso Alarico era scontento per il fatto che non gli fosse stata assegnata da Teodosio una carica militare romana (Alarico verosimilmente ambiva a quella di magister militum). Arrivati in Tracia, i Goti decisero di rivoltarsi apertamente. Fu forse in quel momento che Alarico fu nominato loro re; di certo, al di là del titolo regale o meno, era il loro capo militare.

### Rivolta e invasione della Grecia

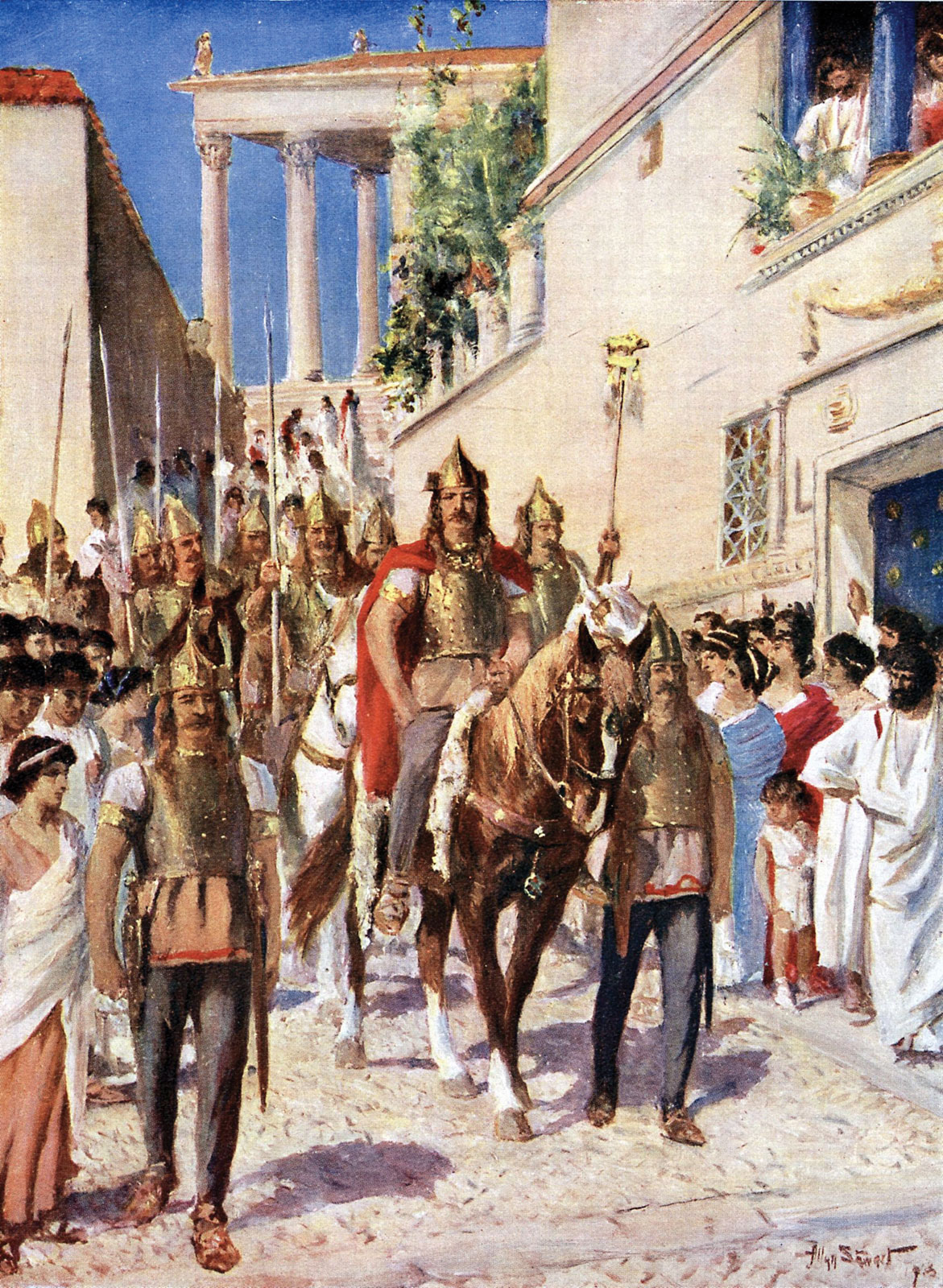
Alarico entra ad Atene, rappresentato in un'illustrazione degli anni venti (XX sec.).

All'inizio del 395 i Goti di Alarico, in rivolta, marciarono minacciosamente su Costantinopoli, devastandone le campagne circostanti ma astenendosi dal saccheggiare le tenute di Flavio Rufino, prefetto del pretorio d’Oriente e reggente del nuovo imperatore d'Oriente Arcadio. Il mancato saccheggio delle tenute di Rufino da parte dei Barbari alimentò i sospetti di una presunta collusione di Rufino con i Goti, accusato da diverse fonti di aver istigato Goti e Unni a invadere l'Impero allo scopo di approfittare del caos conseguente per detronizzare con un colpo di Stato Arcadio e impadronirsi del trono. Rufino avrebbe poi visitato l’accampamento goto, secondo il racconto prevenuto di Claudiano vestito da goto, per negoziare con Alarico. Non sono noti i dettagli dell’incontro, ma ciò che è certo è che, in seguito alle negoziazioni tra Alarico e Rufino, i Goti si allontanarono da Costantinopoli dirigendosi minacciosamente verso la Macedonia e la Tessaglia.
Zosimo, a riguardo di questo incontro, insinua che Rufino avrebbe indotto Alarico a invadere la Grecia, assicurandogli che si sarebbe insignorito agevolmente dell'intera provincia; nel seguito della narrazione, riferisce poi che il proconsole dell'Acaia Antioco e il comandante della guarnigione delle Termopili Geronzio avrebbero ricevuto l'ordine da parte di Rufino di appoggiare Alarico non opponendogli resistenza e in questo modo spiega il perché i Goti avessero potuto passare le Termopili, un passo facilmente difendibile, senza trovare resistenza da parte della sua guarnigione. Secondo Zosimo e altri storici antichi, Rufino intendeva permettere ai Barbari di devastare le province dell'Impero al fine di approfittare dell'indebolimento conseguente dello stato per detronizzare Arcadio con un colpo di Stato e diventare Imperatore.
Secondo la Cesa, il racconto di Zosimo è comunque troppo confuso e ingarbugliato, nonché di parte a sfavore di Rufino, affinché gli si possa dare credito, e nega sia il presunto tradimento di Rufino sia la possibilità che in quell'incontro Rufino avesse già concesso ad Alarico la carica militare di magister militum e al suo popolo nuove terre di insediamento a condizioni più favorevoli. Secondo la Cesa, in quell'incontro Rufino accettò di pagare solo un riscatto, per allontanare il barbaro da Costantinopoli e così salvare la capitale, ma non avrebbe negoziato alcun accordo segreto, come sembra invece insinuare Zosimo.
In ogni modo, i Goti di Alarico devastarono la Macedonia e la Tessaglia. Forse è proprio al 395 che si colloca l'episodio tramandato da Socrate Scolastico secondo cui gli abitanti della Tessaglia affrontarono in battaglia i Goti di Alarico nei pressi del fiume Peneo, infliggendogli 3 000 perdite. È ugualmente possibile comunque che questo episodio fosse avvenuto nel 397, nel corso della marcia dei Goti dal Peloponneso all'Epiro. In ogni modo Alarico si trovò a fronteggiare in Tessaglia l'esercito di Stilicone, che all'epoca comprendeva sia le legioni d'Occidente che quelle d'Oriente, non avendo ancora fatto ritorno a Costantinopoli le truppe orientali che avevano seguito Teodosio in Italia nella sua spedizione contro l'usurpatore Eugenio. L'intervento di Stilicone contro Alarico non fu però gradito da Rufino, che temeva che il generalissimo d'Occidente intendesse in realtà marciare su Costantinopoli per prendere il suo posto come reggente di Arcadio (Stilicone sosteneva di essere stato nominato da Teodosio sul punto di spirare reggente anche di Arcadio). Per mettere al sicuro la propria posizione di reggente di Arcadio, Rufino indusse quindi Arcadio a scrivere a Stilicone, ordinandogli di fare ritorno in Italia e di rispedire a Costantinopoli le truppe orientali del suo esercito che ancora non erano state restituite alla pars orientis. Stilicone obbedì, ma le legioni orientali sotto il comando di Gainas, forse istigate da Stilicone, al loro arrivo a Costantinopoli uccisero Rufino (27 novembre 395). Gli succedette come primo ministro di Arcadio l'eunuco Eutropio.

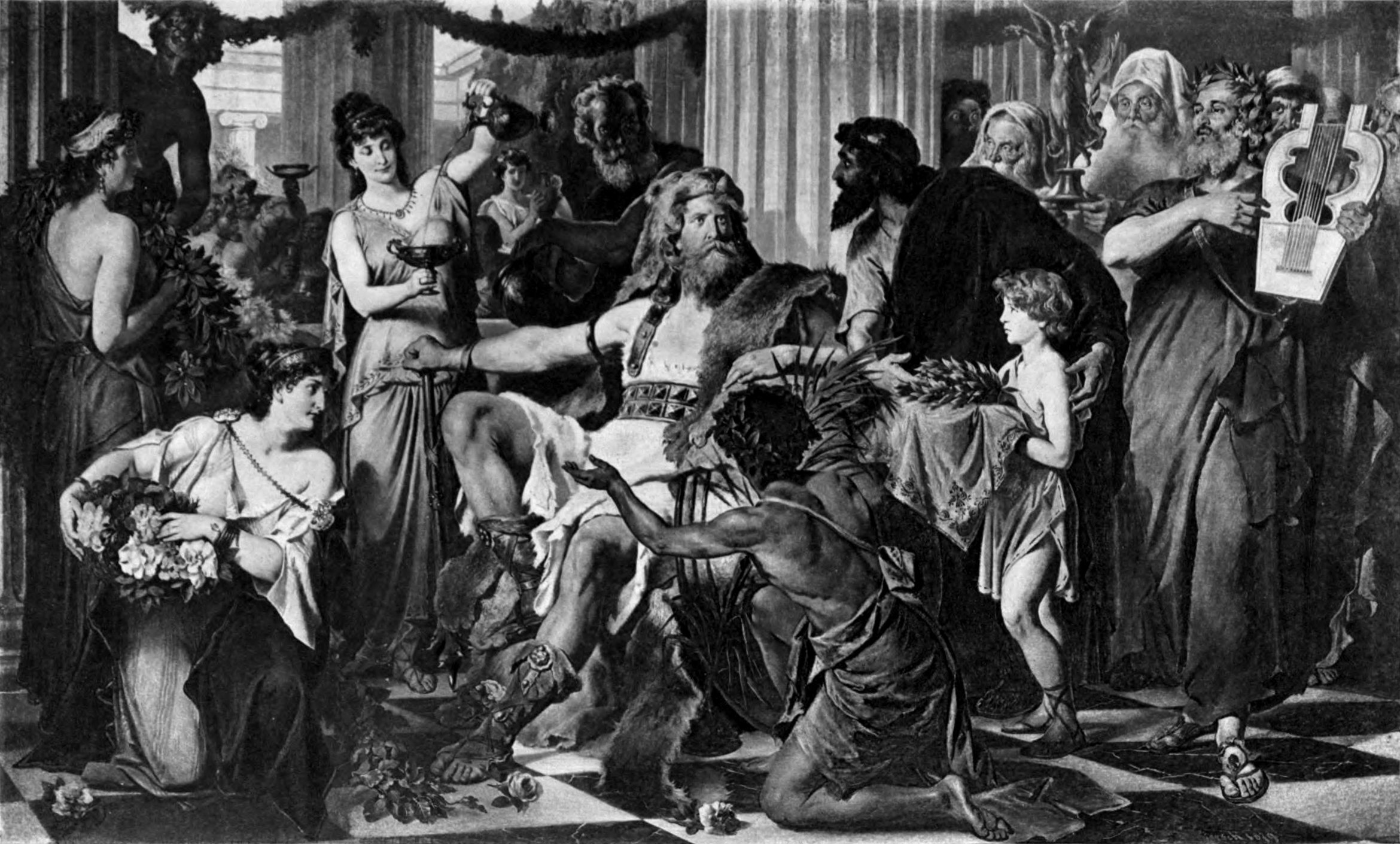
Alarico ad Atene, dipinto di Ludwig Thiersch.

Nel frattempo Alarico passò agevolmente il passo delle Termopili, Zosimo insinua a causa del tradimento di Geronzio, e devastò agevolmente l'intera Grecia, massacrando donne, vecchi e fanciulli, e impadronendosi di un ampio bottino. Secondo Zosimo, la devastazione della Grecia fu tale che le tracce del passaggio dei Goti erano ancora presenti all'epoca in cui scriveva. Solo Tebe sarebbe scampata ai saccheggi di Alarico, in parte per la resistenza delle proprie mura, in parte per l'impazienza da parte del re goto di espugnare Atene. Per costringere quest'ultima città alla resa per fame, Alarico occupò il Pireo, il porto cittadino, per impedire l'introduzione di provviste alla città assediata. A questo punto della narrazione, lo storico pagano Zosimo inserisce il miracoloso e fantasioso intervento delle divinità pagane (la dea Minerva e il semidio Achille) in protezione di Atene, che avrebbero atterrito Alarico, inducendolo ad essere clemente con Atene e con l'intera Attica, risparmiandole dal saccheggio.
Quando infatti Alarico, dopo negoziazioni con la guarnigione cittadina, entrò a Atene scortato da pochi soldati, si astenne dal saccheggiarla, partendo dopo alcuni giorni di permanenza. Dopo essersi astenuto dal saccheggiare Atene e l'intera Attica e aver espugnato la città di Megara, Alarico attraversò agevolmente l'Istmo (Zosimo insinua a causa del tradimento di Geronzio), oltre il quale tutte le città potevano essere agevolmente occupate e devastate in quanto prive di fortificazioni. Alarico saccheggiò così Sparta, Argo, Corinto e le città circostanti. Claudiano sostiene che Corinto fu data alle fiamme dai Goti di Alarico. A questi saccheggi si accompagnò anche la devastazione dei templi pagani da parte dei Goti di Alarico: fu proprio l’invasione della Grecia del 396 di Alarico, secondo Eunapio, a determinare la fine delle celebrazioni dei misteri eleusini.
Nel 397, Alarico fu però affrontato in Acaia da Stilicone, sbarcato a Corinto con un potente esercito rinforzato dall'arruolamento di numerosi mercenari barbari reclutati dalle tribù germaniche al di là del Reno. Alarico fu accerchiato da Stilicone su un colle nei pressi di Pholoe in Arcadia, e sembrò essere in trappola. Stilicone, tuttavia, esitò a dare il colpo di grazia ad Alarico, e in qualche modo il re dei Goti riuscì a sfuggire all'accerchiamento romano. Claudiano opportunamente omette il modo in cui i Goti sfuggirono a Stilicone, anche se in un panegirico successivo allude a un presunto tradimento della parte orientale, che avrebbe indotto Stilicone al ritiro. Invece, Zosimo dà la colpa alla negligenza di Stilicone e all'indisciplina delle sue truppe, molte delle quali erano di origini germaniche: secondo Zosimo, le truppe di Stilicone, invece di dare il colpo di grazia ai Goti di Alarico, avrebbero spogliato dei propri beni quegli stessi provinciali che in teoria avrebbero dovuto difendere, depredando ciò che gli stessi Goti avevano lasciato non saccheggiato. Alcuni studiosi ritengono che Stilicone avesse firmato in quell'occasione un trattato di non aggressione con Alarico, per dissuaderlo dall'invadere l’Italia, o addirittura un’alleanza contro Costantinopoli, ma altri studiosi, come la Cesa, non sono convinti di questa tesi. In ogni modo, in seguito al ritorno di Stilicone in Italia, i Visigoti di Alarico si spostarono in Epiro, devastando le città anche di quella provincia.
Nel frattempo, verso la fine del 397 o negli inizi del 398, Alarico firmò un nuovo trattato di pace con Costantinopoli, ottenendo, in cambio della cessazione della rivolta e dei saccheggi ai danni delle province romane, una carica militare romana per sé e nuove terre di insediamento in Macedonia a condizioni più favorevoli per il suo popolo. Si ritiene generalmente che Alarico ricevette la carica di magister militum per Illyricum; secondo una ipotesi alternativa, invece, Alarico avrebbe ricevuto la carica di praeses et dux oppure semplicemente quella di dux. Alarico approfittò della carica militare romana ricevuta per fornire armi di produzione romana ai suoi guerrieri goti, rinforzando notevolmente la propria armata di foederati a scapito del governo centrale romano. Quest’ultimo si trovò peraltro costretto a riconoscere Alarico come capo unico dei Goti, e ciò significava che questo gruppo di foederati sarebbe stato ancora più difficile da tenere sotto controllo rispetto all'epoca di Teodosio I quando i Goti erano sotto il comando di molteplici re. Si può supporre, infine, che in cambio di queste favorevoli concessioni, i Goti di Alarico si fossero offerti, come già in precedenza, di servire in battaglia l’Impero in qualità di alleati, a giudicare da quanto afferma Sinesio che giudica vergognose le vittorie ottenute tramite questi alleati infidi.

### Prima invasione dell’Italia e ritorno nell'Illirico

Dittico di Stilicone (400 circa, Monza, Tesoro del Duomo), raffigurante Stilicone, la moglie Serena e il figlio Eucherio.

Nel novembre 401, i Visigoti di Alarico, abbandonando l'Illirico, invasero improvvisamente l'Italia. Le laconiche fonti antiche non chiariscono i motivi di questa invasione. I panegirici di Claudiano sostengono che Alarico avrebbe invaso l'Italia unicamente spinto dal desiderio di "penetrare nell'Urbe" rimasta inviolata fin dai tempi di Brenno, e raggiungere così fama perpetua presso i posteri. In passato, diversi studiosi moderni, come Demougeot e Stein, avevano congetturato che Alarico sarebbe stato istigato dalla corte di Arcadio a invadere l'Italia, al duplice fine di liberarsi della loro scomoda presenza e al contempo danneggiare Stilicone, con il quale la pars orientis era in cattivi rapporti.
Più recentemente, studiosi come Cesa e Cameron hanno respinto questa congettura, facendo notare che tra il 401 e il 403 i rapporti tra le due partes migliorarono decisamente, per cui appare effettivamente improbabile che la pars orientis avesse istigato Alarico a invadere l'Italia. Essi invece sostengono la tesi che i Goti di Alarico fossero stati attaccati dai nuovi alleati di Arcadio, gli Unni di re Uldino, venendo costretti da questi attacchi a spostarsi più a Occidente. Spesso gli studiosi moderni hanno cercato di collegare con una relazione di causa-effetto l'insurrezione anti-germanica scoppiata a Costantinopoli nel 400 contro la tirannia del generale goto Gainas con la partenza di Alarico per l'Italia, sostenendo che, in seguito alla caduta in disgrazia di Eutropio e di Gainas, il partito antigermanico che aveva preso il potere a Costantinopoli avesse annullato il trattato del 397, privando Alarico della carica di magister militum per Illyricum e i Goti del riconoscimento legale delle loro terre di insediamento. Alarico, disperando di poter ottenere in tempi brevi un nuovo trattato con Costantinopoli, avrebbe tentato di rivolgersi allora all'altra corte, quella occidentale con residenza Milano, spostandosi quindi minacciosamente verso Occidente.
In ogni modo, Alarico nel novembre 401 invase la provincia di Venetia et Histria, occupandola rapidamente, e avanzando verso la capitale Milano, dove aveva sede l'imperatore Onorio, che assediò. Le legioni di Stilicone erano impegnate in quel momento nella difesa della Rezia dai Barbari che l'avevano invasa. Stilicone, dopo aver vinto gli invasori della Rezia in battaglia e averli spinti in parte a reclutarsi nell'esercito romano in modo da rinforzarlo, mandò ordini alle legioni a difesa del Reno e della Britannia affinché lo raggiungessero in Italia per assisterlo nella guerra contro Alarico, dopodiché marciò in direzione della capitale assediata. Dopo aver attraversato l'Adda nonostante i ponti fossero caduti in mano nemica, Stilicone riuscì a liberare Milano dall'assedio di Alarico. Quest'ultimo, battendo in ritirata, tentò invano di espugnare Asti per poi tentare di invadere la Gallia. Fu però costretto a scontrarsi con l'armata di Stilicone nella battaglia di Pollenzo, combattuta il giorno di Pasqua del 402. Dopo una battaglia dall'esito incerto, interrotta dall'arrivo della notte, i Goti di Alarico batterono in ritirata verso gli Appennini. Stilicone, nel corso della battaglia, aveva catturato tuttavia numerosi preziosi ostaggi goti, tra cui la moglie e i famigliari dello stesso Alarico.
Alarico, per riottenere indietro i suoi parenti, fu costretto a negoziare con Stilicone e alla fine fu raggiunto il seguente accordo: Stilicone avrebbe liberato gli ostaggi, ma in cambio Alarico si sarebbe ritirato dall'Italia e sarebbe tornato nell'Illirico. Tuttavia, durante la ritirata dei Visigoti verso le Alpi, Alarico non rispettò almeno in parte i patti, e una nuova battaglia con Stilicone ebbe luogo nei pressi di Verona, probabilmente nel 403. Nuovamente sconfitto da Stilicone, Alarico batté ancora una volta in ritirata, sfuggendo a stento alla cattura. Nel corso della sua ritirata verso le Alpi, Alarico assistette alla diserzione di interi ranghi del suo esercito in favore di Stilicone. Il suo esercito fu inoltre decimato ulteriormente dalla fame. Claudiano omette gli avvenimenti successivi della ritirata. Dalla sua descrizione, sembra quasi che Stilicone avesse l’opportunità propizia per annientare definitivamente i Visigoti, eppure si accontentò semplicemente della loro ritirata. Molti studiosi moderni ritengono che Stilicone avrebbe graziato Alarico perché lo riteneva un potenziale alleato contro l'Impero d'Oriente, con il quale era in conflitto, come del resto sembrerebbero confermare gli avvenimenti successivi.
I Goti tornarono nell'Illirico. Sozomeno ambiguamente afferma che nel 405 i Goti di Alarico erano insediati nella «regione dei Barbari ai confini di Dalmazia e Pannonia» e che Alarico aveva ricevuto dal suo alleato Stilicone una carica militare romana. La maggior parte degli studiosi ha identificato questa «regione dei Barbari» con i distretti di frontiera a cavallo tra Dalmazia e Pannonia, quindi con province romano-occidentali, supponendo che in seguito alla battaglia di Verona del 403 Stilicone avesse concesso ad Alarico di insediarsi in quei territori in cambio del suo appoggio contro l'Impero d'Oriente, al quale intendeva sottrarre l'Illirico Orientale; la carica militare romana concessa ad Alarico, secondo questa ipotesi, sarebbe stata quindi quella di Comes Illyrici. Altri autori invece sostengono che Alarico firmò un'alleanza con Stilicone solo nel 405, e identificano la «regione dei Barbari» di Sozomeno con province romano-orientali (Praevalitana e Moesia I) ai confini con la pars occidentis. Nel 403 Stilicone si sarebbe limitato unicamente a garantire ad Alarico un salvacondotto, e i Goti sarebbero tornati nell'Illirico Orientale. A confermare questo ritorno di Alarico nelle province sotto la giurisdizione di Arcadio sarebbe una lettera di Onorio del 404 indirizzata al fratello e collega Arcadio, in cui l'imperatore d'Occidente deplorava lo stato delle province dell'Illirico orientale devastate da non ben precisati Barbari, da identificare presumibilmente con i Visigoti di Alarico.

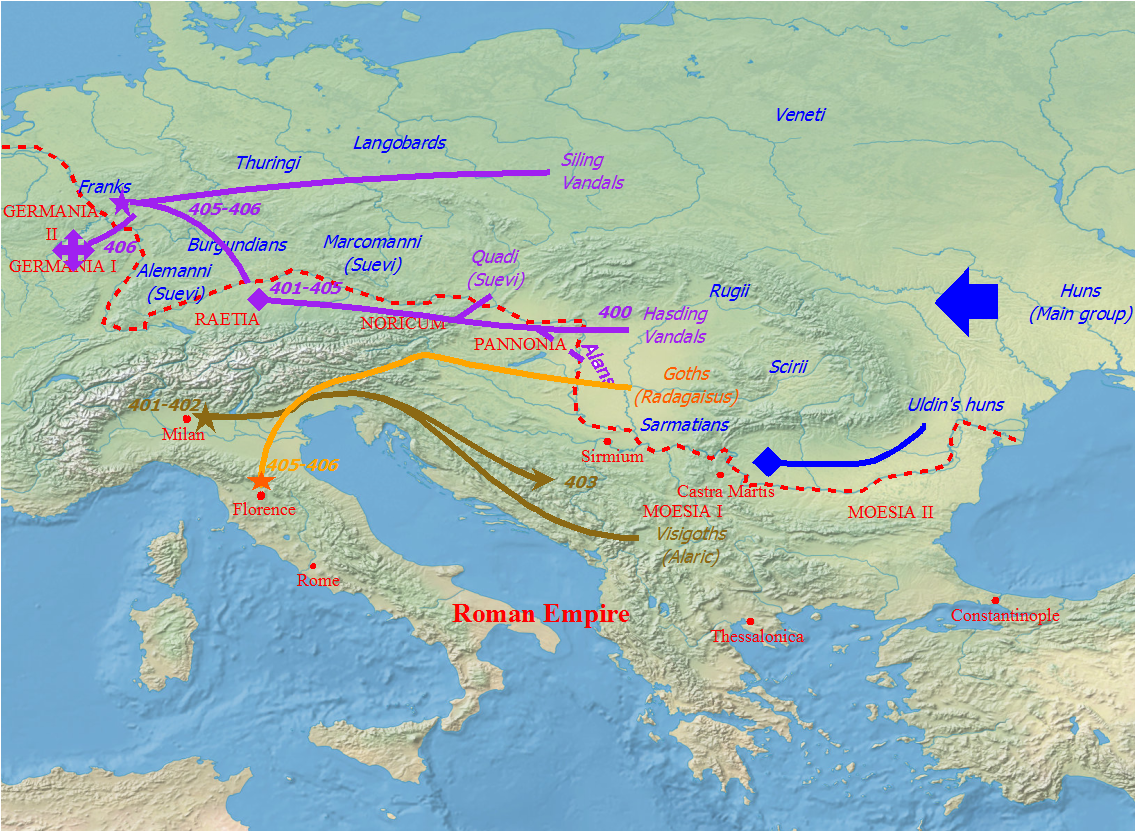
L'Impero romano d'Occidente agli inizi del V secolo e le invasioni barbariche che lo colpirono in quel periodo.

Nel 405 Alarico fu contattato da Stilicone, e stipulò con lui un trattato di alleanza contro la pars orientis, suggellato da uno scambio di ostaggi. Secondo Zosimo, già nel 405 Alarico, istigato da Stilicone, avrebbe invaso l'Epiro, provincia sotto la giurisdizione di Costantinopoli, con l'intento di assistere Stilicone nella conquista militare dell'Illirico Orientale; Stilicone aveva promesso ad Alarico di raggiungerlo presto in Epiro con le truppe dell'esercito regolare per portare a termine insieme la conquista di quei territori ai danni della pars orientis, ma sarebbe stato trattenuto in Italia dapprima dall'invasione di Radagaiso e poi dall'usurpazione in Gallia di Costantino III. Ci sono però forti dubbi sull'accuratezza di Zosimo in questo frangente, e molti autori collocano l'invasione dell'Epiro di Alarico su istigazione di Stilicone solo successivamente alla sconfitta di Radagaiso avvenuta il 23 agosto 406. Si può supporre quindi che Alarico avesse stretto un’alleanza con Stilicone contro l'Impero d'Oriente già nel 405, ma che l'invasione dell'Epiro avvenne solo tra la fine del 406 e l'inizio del 407.
Secondo alcuni studiosi, come Heather, Stilicone, a corto di soldati, intendeva assicurarsi l'alleanza militare con i Goti di Alarico in modo da poterli impiegare contro le altre minacce (come i Barbari e gli usurpatori nelle province galliche); Alarico, tuttavia, chiedeva in cambio la concessione di terre di insediamento per il suo popolo, ma Stilicone non intendeva trasferirli in un territorio romano-occidentale perché ciò avrebbe comportato problemi con i proprietari terrieri, a cui avrebbe dovuto confiscare parte delle proprietà per concederle ai Goti; Stilicone allora propose ad Alarico di assisterlo nella conquista dell'Illirico orientale, dove i Goti già si trovavano illegalmente, assicurandogli che, se la spedizione avesse avuto successo, avrebbe legalizzato il controllo dei Goti sui territori da essi già occupati nell'Illirico Orientale. In cambio Alarico gli avrebbe assicurato l'alleanza contro qualunque altro nemico dell'Impero d'Occidente. Alarico restò in Epiro in attesa dell’arrivo di Stilicone, venendo raggiunto dal prefetto del pretorio d'Illirico Giovio, inviatogli da Stilicone affinché approvvigionasse l'armata gotica. Tuttavia Stilicone non raggiunse mai Alarico in Epiro perché fu costretto ad annullare la spedizione illirica contro la pars orientis a causa dell'invasione della Gallia da parte di Vandali, Alani e Svevi e dell'usurpazione di Costantino III. Infine Alarico ricevette da Onorio delle lettere che gli annunciavano l'annullamento della spedizione.
Contrariato di ciò senza che il suo esercito avesse ricevuto alcuna ricompensa per i servigi prestati alla pars occidentis, nel 408 Alarico abbandonò l'Epiro e marciò minacciosamente in Norico, ai confini con l'Italia. Inviò quindi ambasciatori a Ravenna presso Stilicone, richiedendo il pagamento di 4 000 libbre d'oro per i servigi resi, e minacciando l'invasione dell'Italia nel caso questa richiesta non fosse stata soddisfatta. Stilicone si recò allora a Roma per consultarsi con l'Imperatore e con il senato romano e alla fine riuscì a convincerli a pagare ad Alarico le 4 000 libbre d'oro richieste. Alarico ricevette la somma richiesta, ma rimase in Norico. Nel frattempo, Stilicone suggerì a Onorio di inviare gli alleati Visigoti di Alarico in Gallia insieme alle legioni romane per impiegarli nella guerra contro l'usurpatore Costantino III. Onorio scrisse una lettera ad Alarico per informarlo del suo nuovo incarico al servizio dei Romani, ma Alarico non la ricevette mai. Infatti Onorio, convinto da cortigiani intriganti che Stilicone tramasse il tradimento, lo fece giustiziare alcuni giorni dopo. In seguito alla decapitazione di Stilicone, avvenuta il 22 o 23 agosto 408, prese il potere a Ravenna il partito antibarbarico, che rifiutò la negoziazione con Alarico.
Ad aggravare ulteriormente la situazione per Roma, i soldati romani nelle città trucidarono le famiglie dei mercenari barbari che militavano nell'esercito romano, sortendo come unico deleterio effetto la defezione in massa di questi ultimi in favore di Alarico. Secondo Zosimo, infatti, nell'autunno 408 Alarico fu raggiunto nel suo accampamento nel Norico da migliaia di mercenari barbari che fino a poco tempo prima avevano militato nell'esercito romano; essi, dopo essersi uniti al suo esercito, lo istigarono a invadere l'Italia in modo da vendicare il massacro delle loro famiglie. Tuttavia Alarico, invece di soddisfare immediatamente la loro richiesta, cercò di nuovo la negoziazione con la corte imperiale. Inviò ambasciatori presso Onorio, richiedendo una piccola somma di denaro e la cessione di alcuni ostaggi di nobile rango in cambio del ritiro dei Visigoti dal Norico per insediarsi in Pannonia. Tuttavia il nuovo primo ministro di Onorio, il magister officiorum Olimpio, rifiutò ogni negoziazione, non lasciando ad Alarico altra scelta che invadere l'Italia.

### Seconda invasione dell'Italia, sacco di Roma e morte
Prima di procedere all'invasione dell’Italia, Alarico inviò richiesta al cognato Ataulfo, comandante di un gruppo di Goti ed Unni insediatosi in Pannonia, di raggiungerlo in Italia. Prima tuttavia di attendere il suo arrivo, Alarico oltrepassò le Alpi, ed invase la Penisola. Passò per Aquileia e per le città di Concordia, Altino e Cremona, poi attraversò il Po, e si diresse verso Bononia (Bologna). Dopo aver attraversato la provincia di Emilia, seguì il percorso della Via Flaminia passando per Rimini e procedendo poi attraverso il Piceno. A questo puntò cambiò direzione verso Roma, devastando tutte le città lungo il tragitto. Giunto nei pressi della città, ne occupò il porto e il corso del fiume Tevere, per impedire l'introduzione di rifornimenti nell'Urbe, per ridurla agli stremi. La carestia conseguentemente si diffuse in città, mietendo molte vittime.
Ben presto si presentarono al cospetto di Alarico due ambasciatori inviati dal senato romano per aprire le negoziazioni: essi erano Basilio e Giovanni, quest'ultimo ex primicerius notariorum e conoscente del re goto. I due ambasciatori rammentarono ad Alarico che i Romani erano pronti ad uscire dalla città armati per combatterlo e sconfiggerlo. Alarico rispose che non aveva paura delle loro minacce, affermando sprezzantemente che «l'erba folta è più facile da tagliare rispetto all'erba rada». Il re goto, inoltre, ribadì che non avrebbe levato l'assedio fintanto non avesse ricevuto tutto l'oro, l'argento, le suppellettili e gli schiavi della città. Quando gli ambasciatori gli chiesero cosa sarebbe rimasto agli abitanti di Roma, si tramanda che Alarico avesse risposto «le vostre vite». Dopo altri incontri, Alarico stabilì che la città avrebbe dovuto pagargli 5 000 libbre d'oro, 30 000 libbre d'argento, 4 000 vestiti di seta, 3 000 pelli scarlatte, e 3 000 libbre di pepe.
Nel frattempo il senato aveva inviato un'ambasceria presso Onorio per comunicargli le proposte di Alarico in cambio della pace: il re goto, in cambio di una modesta somma di denaro e della cessione in ostaggio di alcuni figli di persone di rango illustre, offriva non solo la sospensione delle ostilità ma anche un'alleanza militare contro qualunque nemico dello stato romano. Dopo il pagamento del tributo, Alarico tolse momentaneamente il blocco alla città, concedendo per tre giorni agli abitanti di Roma la possibilità di uscire liberamente dalle mura per acquistare al Porto le provviste necessarie e portarle dentro la città. Tuttavia, alcuni soldati visigoti, disobbedendo agli ordini del loro re, aggredirono alcuni cittadini romani usciti dalle mura per fare acquisti al porto. Quando Alarico ne venne informato, volle punire gli autori dell'aggressione, per rendere chiaro e tondo che quell'atto era stato commesso contro la sua volontà. I Visigoti si allontanarono momentaneamente dall'Urbe, spostandosi in Tuscia. Nel frattempo, numerosi schiavi fuggirono da Roma, e si arruolarono nell'esercito di Alarico, portandolo ad annoverare 40 000 soldati. Tutti questi avvenimenti avvennero negli ultimi mesi dell'anno 408.

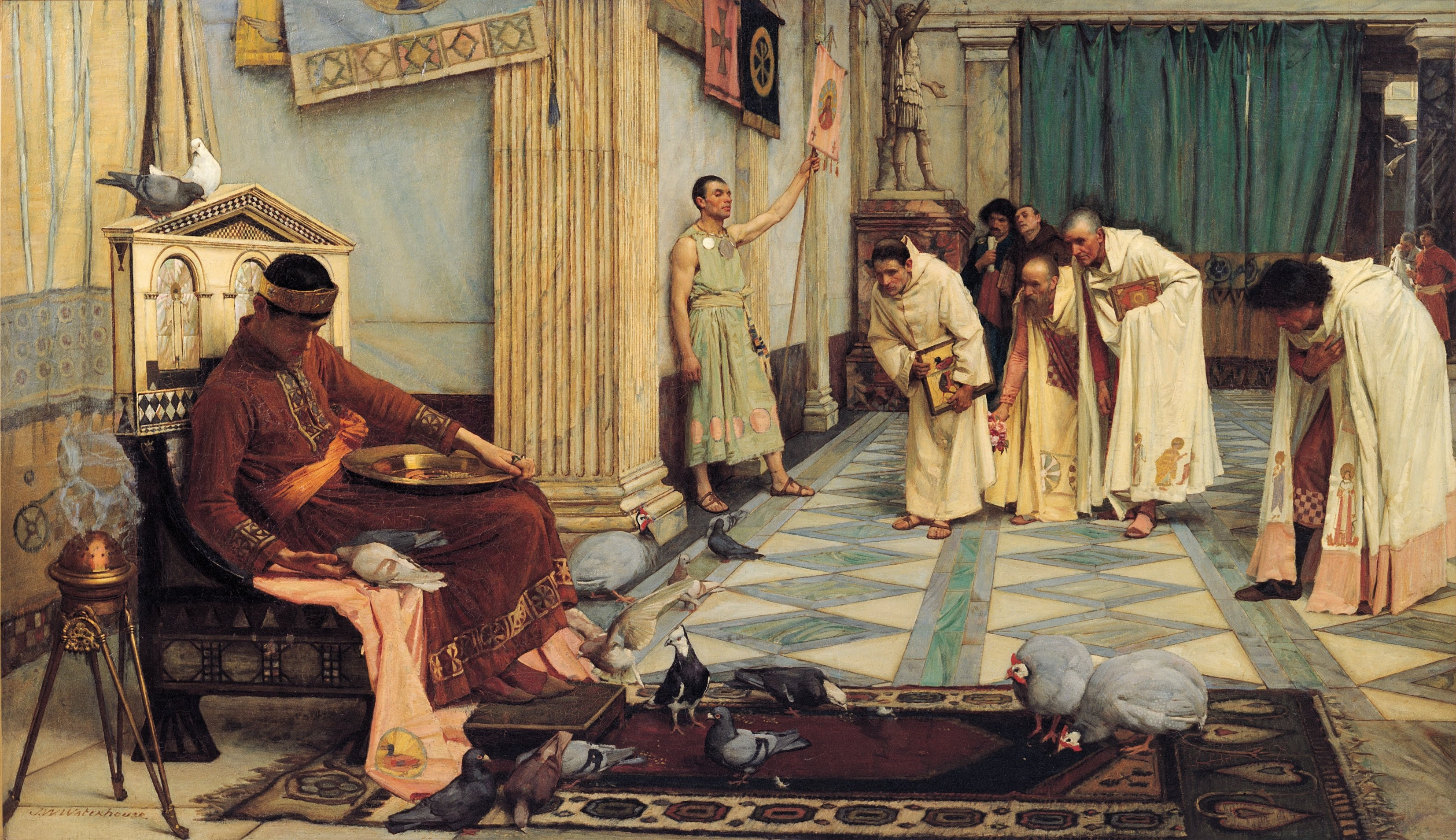
The Favorites of the Emperor Honorius, John William Waterhouse, 1883.

Agli inizi del 409, il senato romano inviò un'ulteriore ambasceria presso Onorio, sollecitandolo a concludere la pace con il re goto, senza ottenere però risultati a causa dell'influenza esercitata sull'Imperatore dal magister officiorum Olimpio, contrario ad ogni negoziazione con i Barbari. Onorio decise tuttavia di munire Roma di una forte guarnigione, in modo che potesse resistere più agevolmente agli assalti di Alarico: ordinò quindi a 6 000 soldati provenienti dalla Dalmazia di marciare su Roma per presidiarla. Poiché il loro comandante Valente, sprezzante del pericolo, aveva deciso di marciare sull'Urbe percorrendo strade sorvegliate dal nemico, Alarico si accorse del piano di Onorio e riuscì a sventarlo: attaccando con il suo esercito i 6 000 soldati dalmati di Valente, Alarico riuscì ad annientarli quasi completamente; solo 100 di essi, insieme al loro comandante Valente e a Prisco Attalo, riuscirono a riparare dentro le mura dell'Urbe. Alarico catturò inoltre uno degli ambasciatori presso Onorio, Massimiano, che fu poi riscattato dal genitore al prezzo di 30 000 aurei. Il re goto, contrariato non solo per il rifiuto da parte di Onorio di proseguire le trattative ma anche per la sortita delle legioni dalmate di Valente, ripristinò il blocco all'Urbe, privando di nuovo i suoi abitanti della libertà di uscire dalle mura.
D'accordo con Alarico, il senato romano decise di inviare una nuova ambasceria, condotta da papa Innocenzo I, presso l'Imperatore, per sollecitarlo a concludere la pace. Alarico si offrì di munire l'ambasceria di una scorta di soldati visigoti per proteggerla da eventuali attacchi nemici durante il viaggio. Mentre l'ambasceria era presso l'Imperatore, a Ravenna giunse la notizia che le truppe di Ataulfo avevano attraversato le Alpi e stavano per ricongiungersi con quelle di Alarico. Onorio ordinò alle truppe a sua disposizione di attaccare Ataulfo prima che potesse rafforzare ulteriormente l'esercito di Alarico, ma, nonostante una modesta vittoria conseguita nei pressi di Pisa, le legioni romane non riuscirono a impedire ad Ataulfo di raggiungere Alarico nei pressi di Roma. In seguito a questo fallimento, Olimpio fu rovesciato e costretto a fuggire in Dalmazia.

Dopo la caduta in disgrazia di Olimpio, scalò rapidamente le gerarchie del potere il prefetto del pretorio d'Italia Giovio, che divenne in breve tempo la personalità più influente nella corte di Onorio. Giovio, che aveva già conosciuto Alarico in Epiro intorno al 406-407, convocò il re goto a Rimini per riprendere le negoziazioni. Alarico richiese, in cambio della pace, un tributo annuale in oro e in grano e la concessione per il suo popolo di insediarsi nelle province di Venetia et Histria, Norico e Dalmazia. Giovio mandò le richieste per iscritto all'Imperatore, suggerendogli inoltre di nominare Alarico magister utriusque militiae per indurlo ad accettare la pace a condizioni più moderate. La risposta di Onorio per iscritto fu la seguente: che Giovio, in qualità di prefetto del pretorio, aveva la facoltà di garantire ai Goti il pagamento del tributo in oro e in grano, ma che Onorio, in qualità di Imperatore, non avrebbe mai concesso la carica di magister utriusque militiae né ad Alarico né a nessun altro goto. Giovio commise però l'errore di leggere la lettera ad alta voce proprio di fronte ad Alarico, facendolo inferocire al punto che interruppe ogni negoziazione e riprese la marcia su Roma. Quando la sua rabbia si placò, Alarico arrestò la sua marcia e inviò alcuni vescovi come ambasciatori presso la corte di Onorio, offrendo la pace a condizioni molto più moderate delle precedenti: 
(Zosimo, Storia Nuova, V,50.)
Alarico rinunciava al tributo in oro, accontentandosi solo di un modesto tributo in grano; rinunciava alla Venezia e alla Dalmazia, accontentandosi del solo Norico, provincia continuamente devastata dalle invasioni e con gettito fiscale molto ridotto; in cambio di queste concessioni, Alarico si impegnava a fornire assistenza militare allo stato romano contro qualunque nemico. Anche queste proposte furono respinte, in quanto Giovio e gli altri ministri avevano giurato poco tempo dopo la precedente rottura delle negoziazioni che non avrebbero più accettato di negoziare con Alarico, per cui il re dei Goti riprese la marcia su Roma.

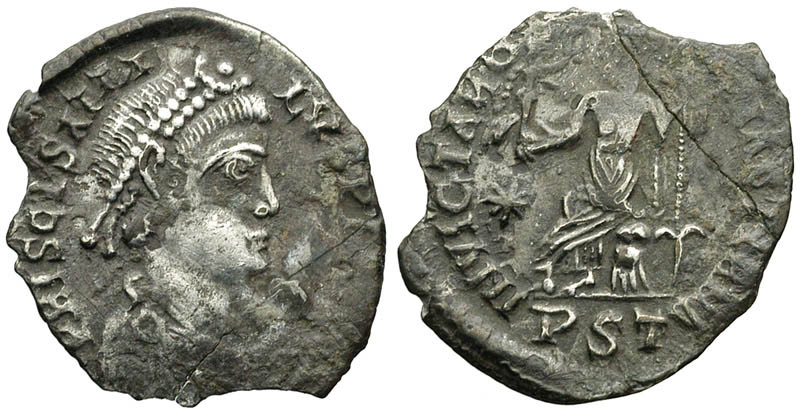
Moneta dell'usurpatore Prisco Attalo, proclamato e poi deposto da Alarico nel 410, nuovamente in lotta contro Onorio nel 414-415.

Verso la fine del 409 Alarico assediò di nuovo Roma, occupandone il Porto e impedendo l'introduzione di provviste nella città. Alarico mandò inoltre un messaggio al senato romano, informandolo che se non avessero eletto un antimperatore in opposizione ad Onorio e favorevole ai Goti, Roma sarebbe stata distrutta. Il senato romano, temendo il peggio, accettò la proposta di Alarico, il quale fu fatto entrare in città. In comune accordo tra Alarico e il senato, la scelta dell'antimperatore ricadde su Prisco Attalo, all'epoca prefetto della città di Roma. Non appena eletto antimperatore in opposizione all'Imperatore legittimo Onorio, Attalo tentò di mantenere il favore dei Goti nominando immediatamente Alarico magister peditum praesentalis e Ataulfo comes domesticorum equitum e accettando addirittura di convertirsi dal paganesimo all'arianesimo (i Visigoti erano per la maggior parte ariani). Alarico ottenne così, tramite il suo imperatore fantoccio, la carica militare romana da lui ambita.
La mossa successiva di Alarico era assediare Ravenna per detronizzare l'Imperatore legittimo Onorio, in modo da assicurare ad Attalo il dominio incontrastato su tutta l'Italia. Alarico, tuttavia, era conscio dell'importanza strategica dell'Africa, che in quel momento era governata dal Comes Africae Eracliano, fedele ad Onorio. Temendo che Eracliano avrebbe interrotto i rifornimenti di grano che Roma riceveva dall'Africa, in modo da mettere in difficoltà Attalo e favorire la causa di Onorio, Alarico propose ad Attalo di inviare in Africa contingenti visigoti comandati dal suo connazionale Drumas. Attalo tuttavia rifiutò di inviare contingenti di Visigoti in Africa, spedendo al loro posto solo un modesto esercito costituito da truppe romane, sotto il comando di un certo Costante. In attesa degli sviluppi in Africa, Alarico e i Visigoti, insieme ad Attalo, marciarono su Ravenna per cingerla d'assedio. Giovio, prefetto del pretorio di Onorio inviato in ambasceria presso Attalo, decise di passare dalla parte dell'usurpatore e ricevette analogo titolo presso la corte di Attalo. Onorio, stretto d'assedio dalle truppe dell'usurpatore rinforzate dai Visigoti di Alarico, prese seriamente in considerazione la possibilità di fuggire via mare a Costantinopoli, quando arrivarono in suo soccorso al porto di Ravenna 4 000 truppe romano-orientali inviate dal collega Teodosio II. Rassicurato dall'arrivo di queste truppe, Onorio affidò loro la difesa delle mura e decise di attendere gli sviluppi in Africa: soltanto se Attalo avesse conquistato l'Africa, Onorio avrebbe rinunciato definitivamente al trono d'Occidente fuggendo a Costantinopoli.
Nel frattempo Giovio cominciò a fare il doppio gioco fingendo di essere dalla parte di Attalo ma in realtà sabotandolo. Prendendo in disparte Alarico, gli insinuò il sospetto che Attalo avesse l'intenzione di tramare il suo assassinio una volta detronizzato Onorio, e gli consigliò di deporlo, per non rischiare di essere ucciso. In seguito a queste insinuazioni, Alarico decise di levare l'assedio a Ravenna, anche se rinnovò la fiducia al suo imperatore fantoccio. Il re visigoto intraprese una spedizione in Emilia e in Liguria per assicurare quelle province sotto il controllo di Attalo, riuscendo complessivamente nell'intento, anche se non gli riuscì l'espugnazione di Bononia (Bologna). Come se non bastasse, la spedizione di Costante per assicurare all'usurpatore il controllo dell'Africa era fallita, e, in seguito al blocco dell'arrivo di grano dall'Africa deciso dal Comes Africae Eracliano per favorire la causa di Onorio, la carestia si diffuse nell'Urbe. Alarico insistette affinché truppe visigote sotto il comando del connazionale Drumas fossero inviate in Africa per rovesciare Eracliano e ripristinare l'arrivo di grano nell'Urbe, ma Attalo oppose ancora una volta un netto rifiuto. A questo punto Alarico, rendendosi conto che la mossa di creare un imperatore fantoccio in opposizione a Onorio non stava portando a nessun concreto vantaggio, decise di deporlo. Attalo fu convocato a Rimini da Alarico e quivi deposto. Alarico tuttavia, pur riducendolo a privato cittadino, gli offrì la sua protezione dalla vendetta dell'Imperatore Onorio.

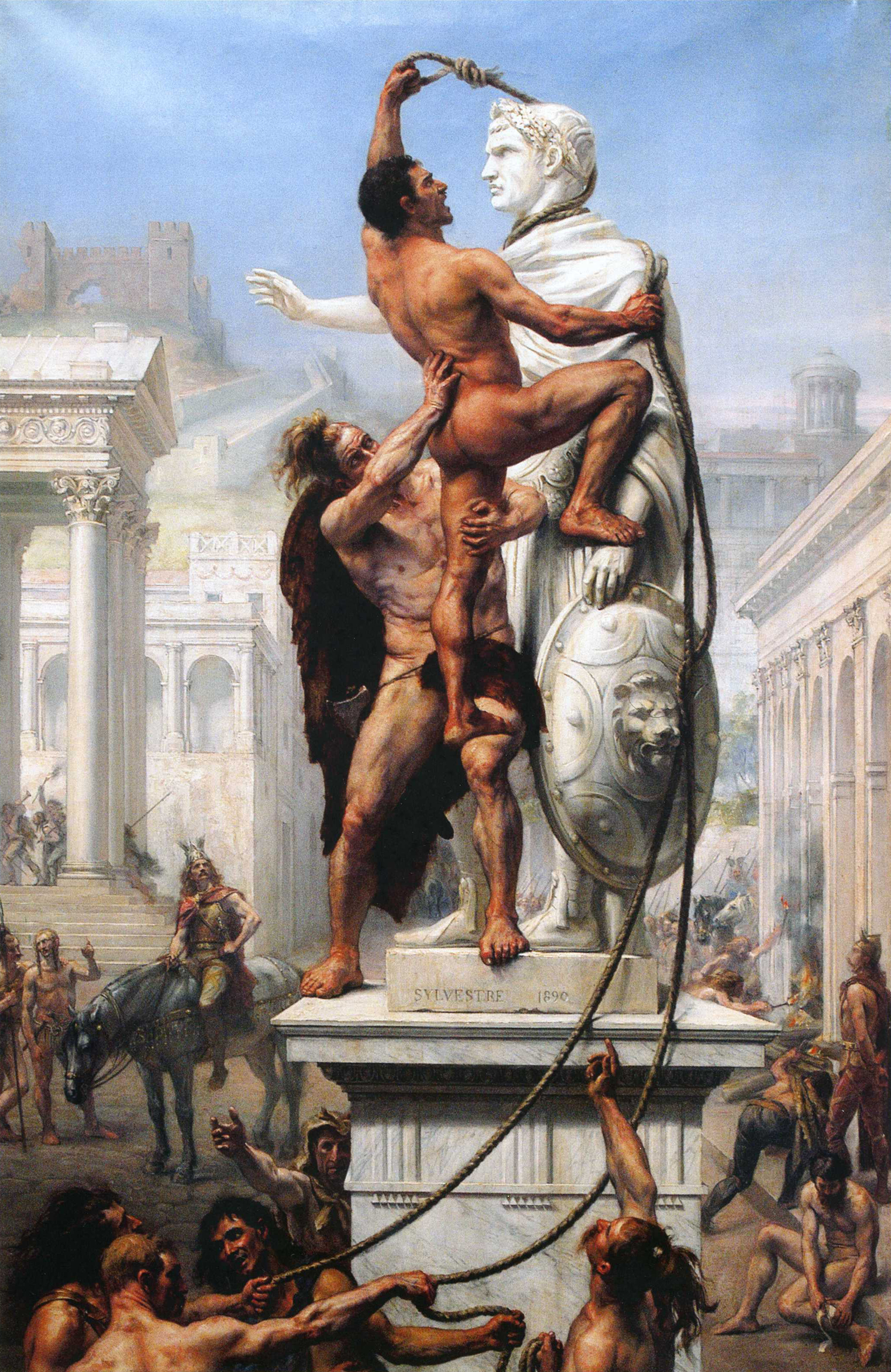
Raffigurazione del Sacco di Roma condotto dai Visigoti di Alarico nel 410.

Dopo aver deposto Attalo, Alarico riprese le negoziazioni con Onorio, e fu organizzato un incontro con l'Imperatore a circa sessanta stadi da Ravenna. Tuttavia, il giorno delle negoziazioni, l'esercito di Alarico fu assalito proditoriamente dalle truppe sotto il comando del generale romano di origini gotiche Saro, che, per qualche motivo non precisato dalle fonti, provava astio non solo per il re visigoto ma anche per Ataulfo. Alcuni studiosi hanno ipotizzato che Saro fosse un pretendente al trono visigoto sconfitto in precedenza da Alarico. In ogni modo, Alarico, adiratosi non solo per l'attacco a tradimento ma anche per le parole che gli avrebbe rivolto Saro (secondo il quale un uomo che avrebbe dovuto scontare da lungo tempo la pena per la propria audacia non meritava di essere riconosciuto tra gli amici), interruppe nuovamente le negoziazioni e marciò furiosamente su Roma, che assediò per la terza volta.
La notte del 24 agosto 410, infine, la Porta Salaria gli fu aperta a tradimento e i Goti poterono finalmente penetrare nell'Urbe e saccheggiarla per tre giorni interi. Alarico permise a ognuno dei suoi seguaci di impadronirsi di quanta ricchezza possibile, e di saccheggiare tutte le case dell'Urbe; ma, per rispetto nei confronti dell'Apostolo Pietro, ordinò che la basilica di San Pietro avrebbe costituito un luogo di asilo inviolabile.
Cupi a notte canti suonano, / Da Cosenza su 'l Busento, /
Cupo il fiume gli rimormora / Dal suo gorgo sonnolento. / 
Su e giù pe 'l fiume passano / E ripassano ombre lente: / 
Alarico i Goti piangono / Il gran morto di lor gente. / 
Ah sì presto e da la patria / Così lungi avrà riposo,/ 
Mentre ancor bionda per gli omeri / Va la chioma al poderoso! / 
Dal Busento ecco si schierano / Su le sponde i Goti a pruova, / 
E dal corso usato il piegano / Dischiudendo una via nuova. / 
Dove l'onde pria muggivano, / Cavan, cavano la terra; / 
E profondo il corpo calano, / A cavallo, armato in guerra. / 
Lui di terra anche ricoprono / E gli arnesi d'or lucenti; / 
De l'eroe crescan su l'umida / Fossa l'erbe dei torrenti! / 
Poi, ridotto ai noti tramiti, / Il Busento lasciò l'onde / 
Per l'antico letto valide / Spumeggiar tra le due sponde. / 
Cantò allora un coro d'uomini: / Dormi, o re, nella tua gloria! / 
Man romano mai non violi / La tua tomba e la memoria! / 
Cantò, e lungo il canto udivasi / Per le schiere gote errare: / 
Recal tu, Busento rapido, / Recal tu da mare a mare.

(August Graf von Platen, 1820)

(tradotta in italiano da Giosuè Carducci)
I Visigoti lasciarono Roma carichi di bottino dopo tre giorni di saccheggio e Alarico, passando da Capua e da Nola in Campania, che fu devastata, si diresse a Reggio, nel Bruzio. La sua intenzione era invadere con una flotta dapprima la Sicilia e poi l'Africa, il granaio dell'Impero. Secondo il pagano Olimpiodoro, tuttavia, una statua pagana eretta nei pressi dello stretto di Messina con la funzione di impedire il passaggio ai Barbari, lo avrebbe indotto a rinunciare all'invasione e a ritirarsi più a Nord. Secondo il cristiano Orosio, invece, una provvidenziale tempesta disperse e affondò le navi quando erano già in parte cariche e pronte a partire, inducendo il re goto a rinunciare ai suoi piani.
Allora Alarico lasciò la città diretto a nord; ma quando era ancora in Calabria, nei pressi di Cosenza, si ammalò improvvisamente e morì. Secondo la leggenda, tramandata da Giordane, venne seppellito con i suoi tesori nel letto del fiume Busento a Cosenza. Gli schiavi, che avevano lavorato alla temporanea deviazione del corso del fiume, furono uccisi perché fosse mantenuto il segreto sul luogo della sepoltura. Ad Alarico succedette il cognato Ataulfo, che successivamente avrebbe sposato la sorella di Onorio.

## Letteratura
La leggenda di Alarico e della sua sepoltura nel fiume Busento a Cosenza ha ispirato la poesia di August von Platen-Hallermünde Das Grab im Busento (La tomba nel Busento)  una rappresentazione romantica della morte e della sepoltura di Alarico. La poesia è stata tradotta in italiano da Giosuè Carducci.

## Operazione Alarico
Durante la seconda guerra mondiale questo fu il nome (in tedesco Unternehmen Alarich) assegnato al piano di invasione dell'Italia progettato dagli alti comandi germanici e poi messo in atto successivamente all'8 settembre 1943, data in cui fu reso noto l'armistizio tra il Regno d'Italia e gli alleati che avevano invaso ed occupato la Sicilia.

## Discendenza
Dalla moglie di cui non si conosce il nome Alarico ebbe diversi figli, di cui non si conoscono né i nomi né il numero. Si ha notizia di una figlia:
- Pedoca, che sposò Teodorico un membro della famiglia dei Balti, che, nel 418, divenne il re dei visigoti, Teodorico I.